# Bacuraus vs. Araras

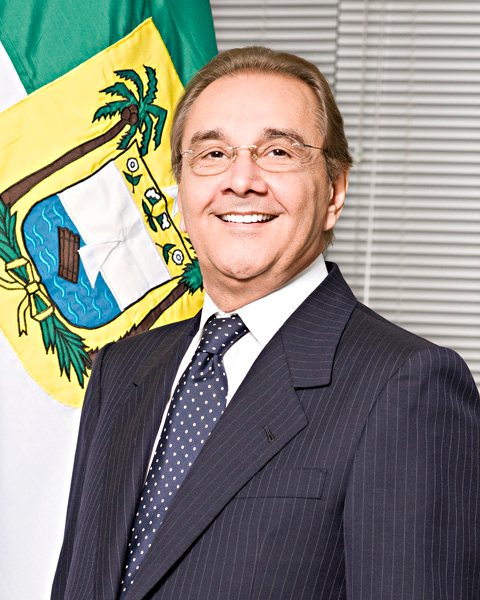
José Agripino Maia (UNIÃO), principal líder histórico dos Araras.

A rivalidade política Bacurau vs Araras, também conhecido Bacurau vs Bicudos, ou Alves vs Maias, é uma rivalidade política histórica entre dois grupos adversários no Rio Grande do Norte. Os dois grupos são os grupos políticos eram os mais presentes a nível estadual. Os Bacuraus são os políticos filiados ao MDB, políticos ex-filiados ou políticos apoiados pelo MDB. É associado a Família Alves, com nomes históricos e relevantes na política brasileira como Garibaldi Alves Filho, Aluízio Alves e Henrique Eduardo Alves. Já os araras, representam o grupo oposicionista aos Bacurais, a nível estadual representado pela família Maia, com nomes de peso como José Agripino Maia. Além de ter sido ligado na década de 50 á Dinarte Mariz, ex-governador do RN, e principal adversário dos Alves.
Ao longo do tempo, a richa política mudou e migrou de partido. Durante a década de 50 e 60, o partido dos Bacurais era o Partido Social Democrático (PSD), liderado por Aluízio Alves, e o partido dos Araras era a União Democrática Nacional (UDN), liderada por Dinarte Mariz. Durante o Regime Militar, apoiadores de Aluizio Alves se estabeleceram no Movimento Democrático Brasileiro (MDB), e nele estabeleceram a sua trajetória política. Já os Araras se estabeleceram no ARENA, partido de sustentação da ditadura militar. Os bacurais se mantiveram no MDB, então recentemente renomeado PMDB, e os Araras se racharam entre os partidos sucessores do ARENA: Partido Democrático Social (PDS) e o Partido da Frente Liberal (PFL) (atual União Brasil). Ao longo do tempo, o nome "bacurau" deixou de ser usado somente por políticos ligados a Aluízio Alves, e passaria a ser usado de forma genérica, por qualquer político que quisesse o utilizar em sua campanha, seja ele apoiado pelo MDB ou não. Já o nome "arara" acabou sendo utilizado para filiados do antigo Democratas, ou somente para oposicionistas de um político que usasse o bacurau como símbolo eleitoral. 

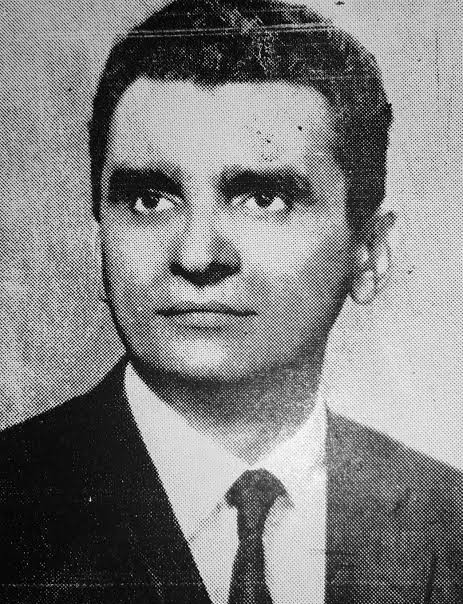
Aluízio Alves - in memoriam - principal líder histórico dos Bacurais.

Em 2014, em momento histórico, um Alves ou um Maia não chega a se eleger governador. Robinson Faria derrotou a Coligação "União pela Mudança", coligação que unia pela segunda vez em meio século, Bacurais e Bicudos em uma coligação para o maior cargo executivo no RN. Outra coisa que chama muita atenção é que a então candidata ao Senado pela União Pela Mudança e ex-Governadora do Rio Grande do Norte, Vilma de Faria, era uma ex-Maia, pois já foi casada com Lavoisier Maia. Inclusive a mesma já tinha sido filiada ao PDS e sido primeira-dama do Rio Grande do Norte.